# Горбатиков, Александр Валерьевич
Алекса́ндр Вале́рьевич Горба́тиков (род. 4 июня 1982, Волгоград, СССР) — российский гандболист, бронзовый призёр Олимпийских игр; тренер. Заслуженный мастер спорта России.

## Карьера
На Олимпийских играх в Афинах Горбатиков в составе сборной России выиграл бронзовую медаль. На турнире он провёл 1 матч.
В 2001 году стал чемпионом Европы среди юниоров и чемпионом мира среди молодёжи. Двукратный серебряный призёр чемпионатов России в 2003 и 2004 годах

## Образование
Выпускник Астраханского государственного педагогического университета.